# Angelina Zhuk-Krasnova
Pour les articles homonymes, voir Jouk et Krasnova.
Angelina Zhuk-Krasnova (en russe : Ангелина Сергеевна Жук-Краснова, Anguélina Sergueïevna Jouk-Krasnova), née le 7 février 1991 à Irkoutsk, est une athlète russe spécialiste du saut à la perche. Elle détient avec 4,70 m le record des championnats d'Europe espoirs. Pour sa dernière en compétition en réprésente la Moldavie et obtient le record national à la perche avec 4,15 m le 26 juin 2022. 

## Biographie

### Palmarès
| Date | Compétition                    | Lieu      | Résultat | Marque |
| ---- | ------------------------------ | --------- | -------- | ------ |
| 2013 | Championnats d'Europe en salle | Göteborg  | 6e       | 4,37 m |
| 2013 | Championnats d'Europe espoirs  | Tampere   | 1re      | 4,70 m |
| 2013 | Championnats du monde          | Moscou    | 7e       | 4,65 m |
| 2014 | Championnats d'Europe          | Zurich    | 3e       | 4,60 m |
| 2014 | Coupe continentale             | Marrakech | 2e       | 4,45 m |
| 2015 | Championnats d'Europe en salle | Prague    | 4e       | 4,60 m |

### Records
| Épreuve          | Épreuve   | Performance | Lieu    | Date            |
| Saut à la perche |           |             |         |                 |
| ---------------- | --------- | ----------- | ------- | --------------- |
| Saut à la perche | Plein air | 4,70 m      | Tampere | 13 juillet 2013 |
| Saut à la perche | En salle  | 4,67 m      | Metz    | 25 février 2015 |